# Ioan Vieru
Ioan Lucian Vieru, född 4 januari 1979, är en rumänsk friidrottare, specialiserad på 400 meter. Han vann bronsmedalj vid Europeiska inomhusmästerskapen i friidrott 2009. Han deltog också vid samma mästerskap 2002, vid inomhus-VM 2003, vid VM 2003, vid EM 2006 och vid VM 2007, utan att nå final. Från mars 2004 till mars 2006 var han avstängd från sporten på grund av doping. 

## Referencer
Denna artikel är helt eller delvis baserad på engelska wikipedia.